# Ghetoul Bistrița
Ghetoul Bistrița a fost un ghetou nazist aflat în Bistrița, sub administrația Ungariei fasciste, activ în primăvara anului 1944. În urma a 2 transporturi, 5.981 de evrei au fost deportați la Auschwitz, majoritatea acestora fiind omorâți.